# Typhistes elephas
Typhistes elephas är en spindelart som beskrevs av Lucien Berland 1922. Typhistes elephas ingår i släktet Typhistes och familjen täckvävarspindlar.
Artens utbredningsområde är Etiopien. Inga underarter finns listade i Catalogue of Life.